# Stazione di Vienna Sud
La stazione di Vienna Sud (in tedesco: Wien Südbahnhof, abbreviata in Wien Südbhf) era in Austria, fino al 12 dicembre 2009, la principale stazione ferroviaria di Vienna, Austria, quando venne iniziata la sua demolizione per la costruzione della nuova Stazione Centrale di Vienna.

## Storia
Le prime stazioni edificate sul sito della Südbahnhof furono la stazione Gloggnitzer, capolinea della ferrovia meridionale, inaugurata nel 1841 e la Raaber Bahnhof, capolinea della Ferrovia Orientale, inaugurata nel 1845, costruite in stile classicista e disposte simmetricamente, che utilizzavano gli stessi depositi locomotive e le stesse officine che li collegavano, collocati nello spazio tra le due stazioni.

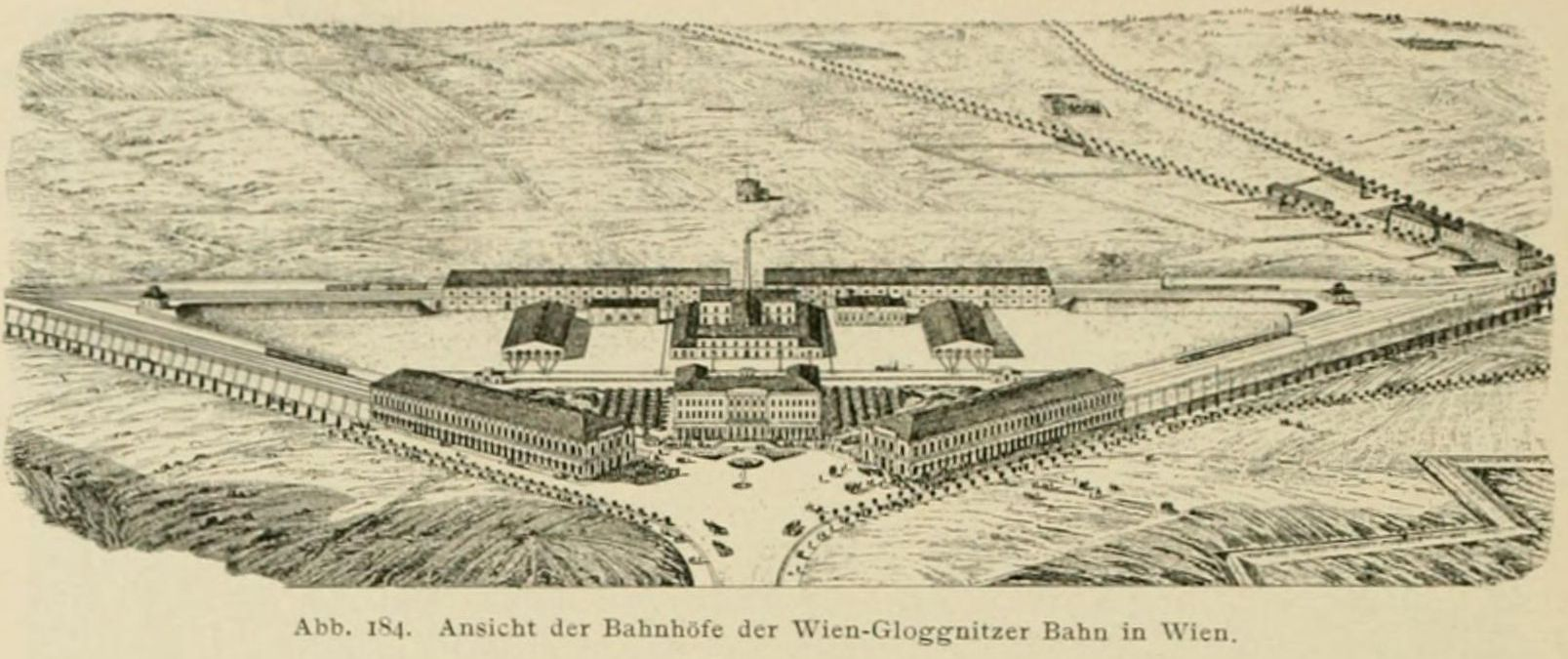
Le stazioni ferroviarie di Vienna Gloggnitzer

Tra la stazione Gloggnitzer e la stazione di Raaber sorgeva un edificio in cui vi era un ristorante comune per entrambe le stazioni, ma in seguito entrambe le stazioni sono state dotate di servizi di ristorazione separati. Come tutte le stazioni viennesi, la prima Südbahnhof ospitava anche un lussuoso salone di corte, destinato alla corte imperiale.
Furono realizzate due linee ferroviarie che si estendevano da Vienna a sud e ad est: una a Wiener Neustadt e Gloggnitz, e una via Bruck an der Leitha a Győr (tedesco: Raab), con un'estensione a Uj-Szöny, ora sobborgo di Komárom, e una diramazione per Pozsony (tedesco: Preßburg), l'attuale Bratislava. Quest'ultima ramificazione, tuttavia, non venne mai realizzata.
Nel corso del processo di industrializzazione, la necessità di trasporto ferroviario aumentarono e le ferrovie austriache passarono da mani private al controllo governativo.
Inizialmente, le linee ungheresi trasportavano più merci, e si pensava che fossero più preziose, con progetti per estendere la linea alla Croazia e al porto austro-ungarico di Trieste. La rotta verso Gloggnitz ha patito la concorrenza del canale tra Vienna e Wiener Neustadt, ma ha beneficiato del trasporto passeggeri verso destinazioni turistiche come Mödling, Gumpoldskirchen, Baden e Bad Vöslau, diventando così la prima ferrovia austriaca indirizzata esclusivamente al traffico passeggeri.

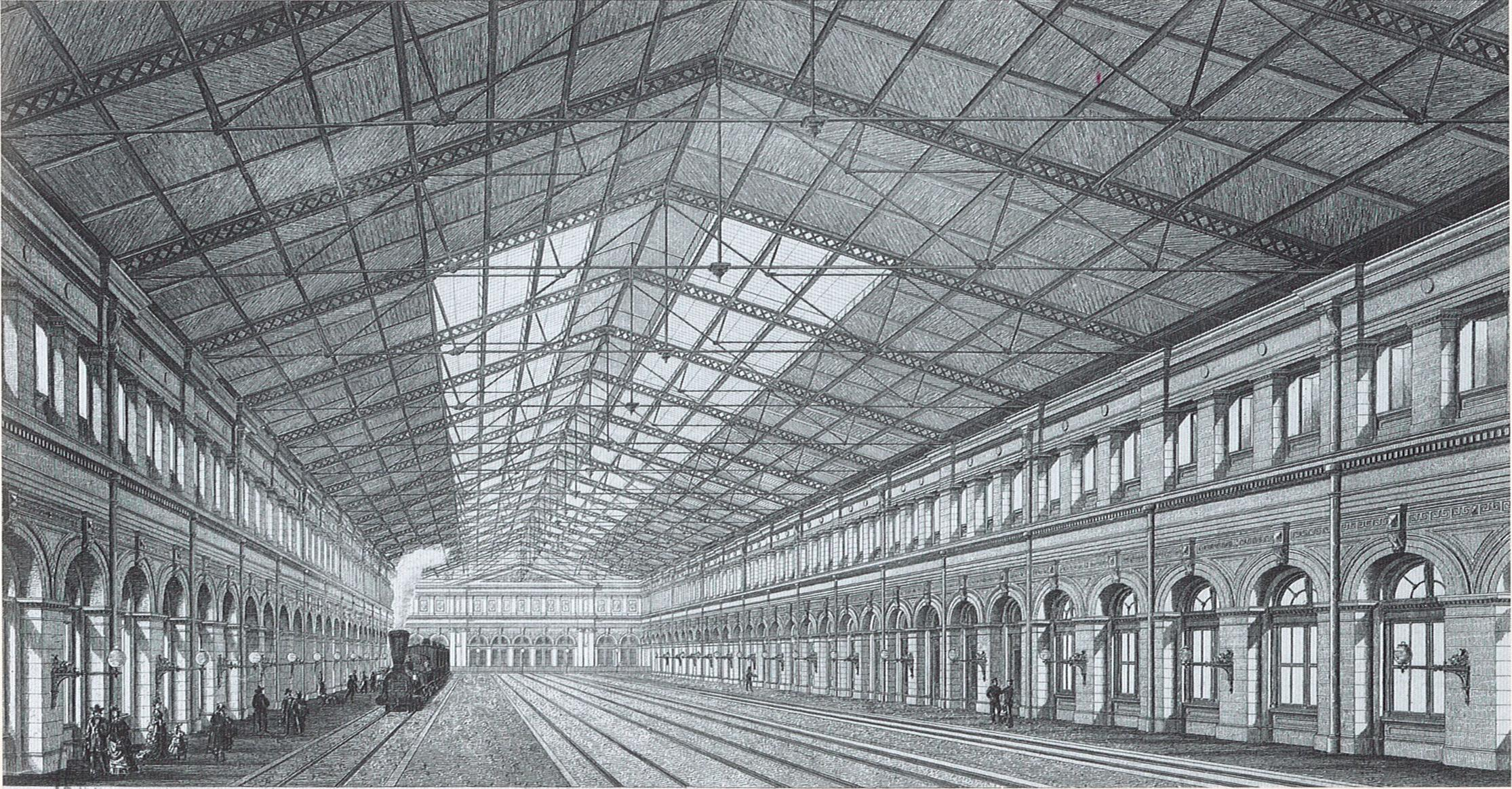
La Südbahnhof nel 1875

La vecchia Raaber Bahnhof fu sostituita tra il 1867 e il 1870 dalla Centralbahnhof ("stazione centrale"), progettata da A. Schumann, rinominata poi nel 1910  Staatsbahnhof ("stazione statale") e il 1º maggio 1914 Ostbahnhof ("stazione orientale").
Durante il boom del Gründerzeit, anche la Gloggnitzer Bahnhof fu ricostruita su progetto di Wilhelm von Flattich nel 1874, non in tempo per la Fiera mondiale del 1873 a Vienna, e ribattezzata Südbahnhof. Il nuovo edificio era tre volte più largo di quello vecchio con il piazzale, che raggiungeva un'apertura di 35,7 metri, sufficiente per cinque, e dopo sei, binari di testa. Seguendo lo schema standard di quell'epoca, la stazione era dotata di due marciapiedi viaggiatori paralleli, con ampie finestre, riuniti da una tettoia centrale con lucernari attraverso i quali la stazione riceveva la luce. Altri binari per i treni locali furono successivamente costruiti a sud del piazzale principale.

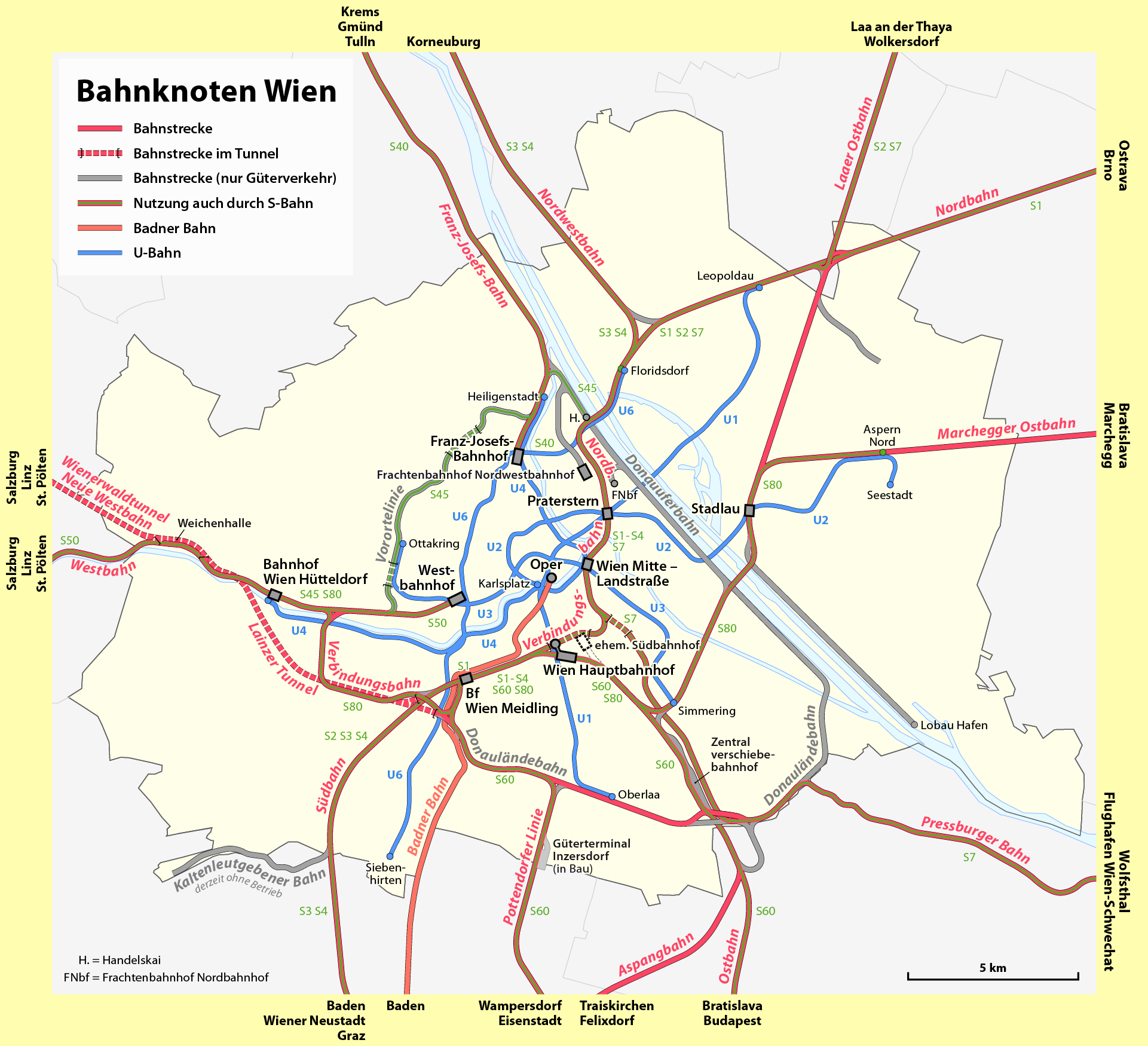
La posizione della Südbahnhof nella rete ferroviaria di Vienna

Dalla Südbahnhof rimasta praticamente invariata dal 1874 al 1945, partivano i treni per Lubiana, Maribor, la Carinzia, il Tirolo orientale, l'Alto Adige, Zagabria, Trieste e l'Italia. La ferrovia meridionale, che ancora oggi collega Vienna a Trieste attraverso Graz, Maribor, Lubiana e Postumia, inizialmente esercitata da KK Südlichen Staatsbahn (Imarrial-Regie Ferrovie statali meridionali), a seguito della crisi finanziaria che aveva colpito l'Impero austro-ungarico, fu esercita dal 1858 fino alla prima guerra mondiale dall'Imperial Regia Privilegiata Società delle ferrovie meridionali, meglio nota come Südbahn, che diede anche il nome alla lunga linea ferroviaria, battezzata originariamente come linea dell'Arciduca Giovanni d'Asburgo-Lorena.

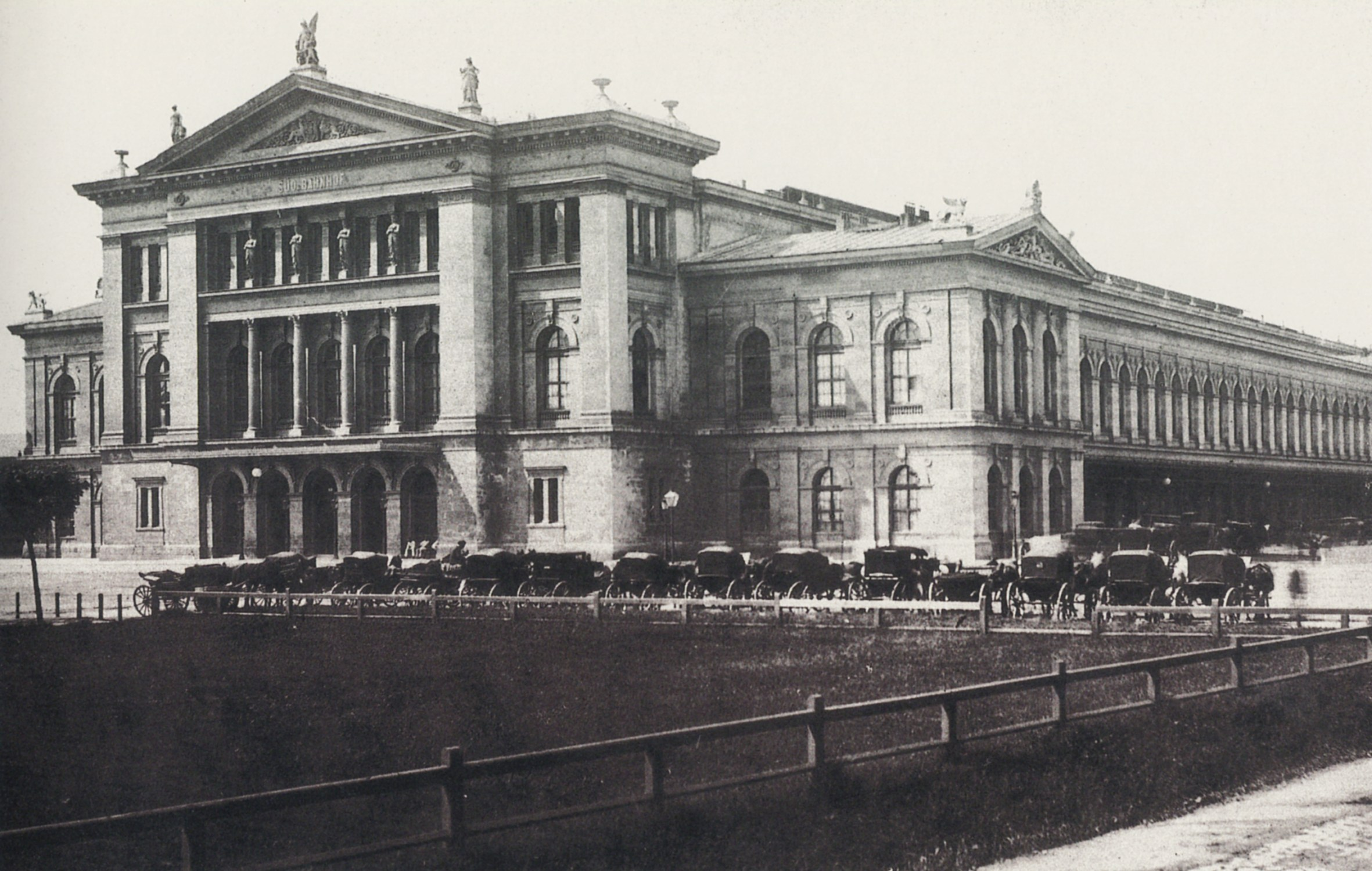
La Südbahnhof nel 1875

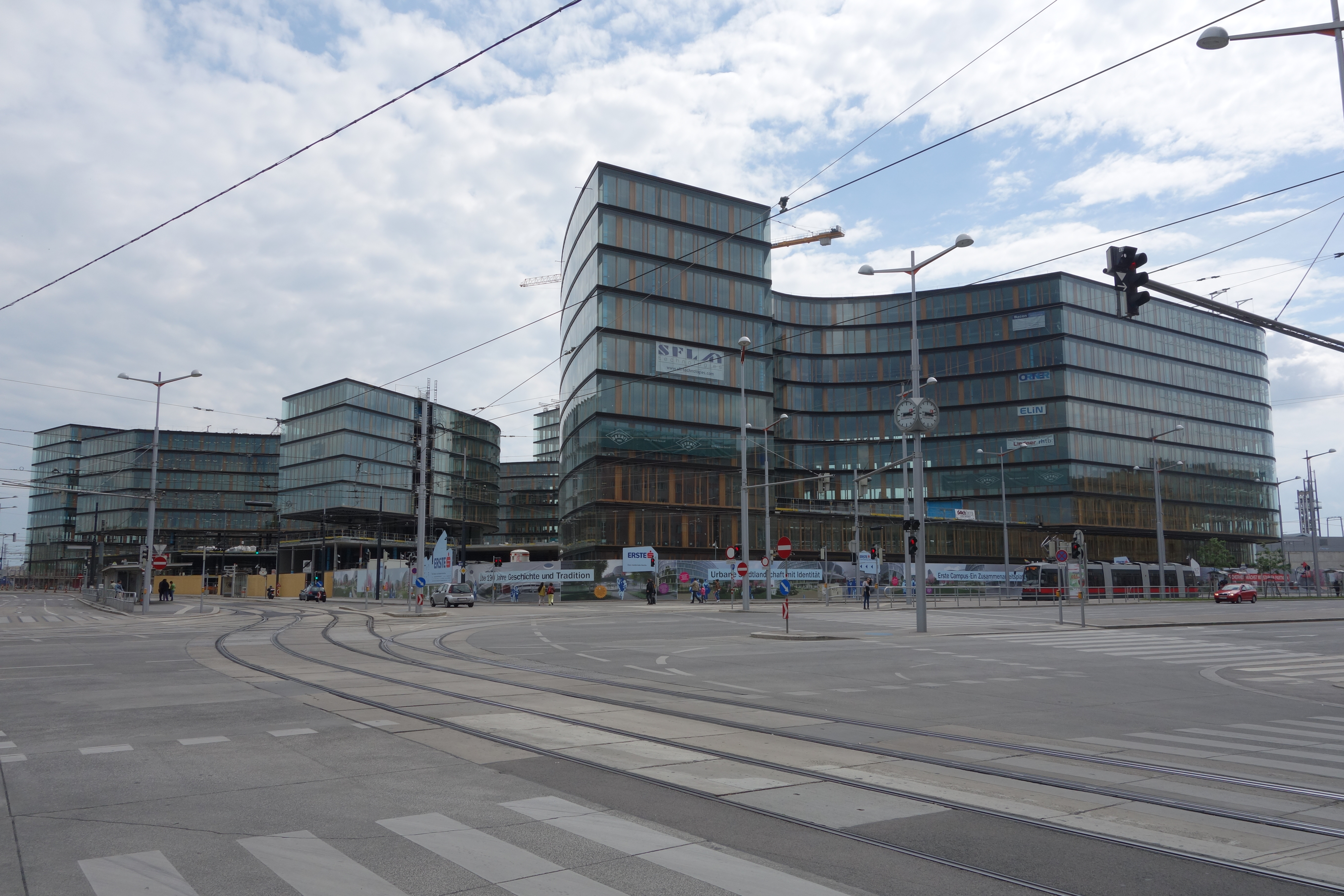
Il sito dove sorgeva la stazione giugno 2014

A seguito della caduta dell'Impero austro-ungarico al termine del primo conflitto mondiale e sulla base dei confini stabiliti dai Trattati di Saint Germain e di Rapallo, la linea ferroviaria Vienna-Trieste perdette la sua gestione unitaria finendo suddivisa fra tre stati. All'Austria rimase il tratto tra Vienna e Spielfeld-Straß, al Regno dei Serbi, dei Croati e degli Sloveni (poi Regno di Jugoslavia) il tratto tra Šentilj Meja e Rakek e all'Italia quello tra Postumia Grotte e Trieste. L'esercizio del tratto austriaco rimase alla Südbahn fino al 1923, quando lo Stato riacquistò la linea e passò la gestione alla Österreichische Bundesbahnen, sebbene le proprietà rimase nelle mani della Donau-Save-Adria-Eisenbahn AG successore della Südbahn, fino all'Anschluß nel 1938.
Diversamente da altre stazioni viennesi, la Südbahnhof rimase relativamente indenne durante la Seconda Guerra Mondiale, la struttura venne colpita da una modesta quantità di bombe, che distrussero i vetri del lucernaio della tettoia nei combattimenti nell'aprile 1945, ma la struttura in acciaio rimase in gran parte intatta e i servizi ferroviario vennero presto riavviati, anche se divenne chiaro che sarebbero necessari lavori di ristrutturazione.
Dopo la guerra, con l'Austria tornata indipendente ed entrambe le ferrovie diventate proprietà della stessa società, la ÖBB, le ferrovie federali austriache venne deciso di unire le due precedenti stazioni ferroviarie in un unico edificio.
La moderna Südbahnhof fu costruita tra il 1955 e il 1961 su progetto di Heinrich Hrdlicka, in cui le due stazioni gemelle erano unite in un unico edificio. Due piattaforme sotterranee servono la rete S-Bahn (linee S1 , S2 e S3). Durante la ricostruzione le parti costitutive del vecchio corpo centrale furono numerate e portate via per essere utilizzate in un deposito a Floridsdorf.
L'interno del Südbahnhof comprendeva una grande sala con piccoli negozi e biglietterie. I binari 11-18 (equivalenti alla vecchia Ostbahn) erano un livello più alto e i binari 1-9 (equivalenti alla vecchia Südbahn) erano due livelli sopra la sala principale.

## Chiusura e demolizione
La stazione ferroviaria è stata chiusa il 13 dicembre 2009 e l'edificio è stato demolito nel 2010 per essere sostituito da abitazioni e terreni commerciali. Una nuova stazione ferroviaria principale "Wien Hauptbahnhof" è stata costruita con l'ingresso principale spostato più a est per facilitare l'interconnessione con i mezzi pubblici. Durante il periodo della costruzione della nuova stazione i treni che facevano capolinea a Wien Südbahnhof si fermavano alla stazione di Vienna Meidling.
La nuova stazione è stata aperta parzialmente il 9 dicembre 2012 ed è entrata pienamente operativa nel 2015.